# Mycobacterium tuberculosis
Mycobacterium tuberculosis (застаріле — «паличка Коха») — бактерія, що спричинює значну кількість випадків туберкульозу в людей. Цю бактерію вперше описав 24 березня 1882 року німецький мікробіолог Роберт Кох, який згодом отримав за це відкриття Нобелівську премію з фізіології і медицині 1905 року. Геном M. tuberculosis був секвенований в 1998 році.

## Морфологія
- Гр+ тонкі, злегка зігнуті поліморфні палички, тоді як M. bovis — короткі, товсті палички.
- довжина до 8 мкм, тоді як у M. bovis — до 2-3 мкм
- кислотно-, луго-, спиртостійкі
- в клітинній стінці є високий вміст ненасичених жирних кислот (міколова кислота), ліпідів, восків (до 40 %)
- нерухомі
- спор та капсул не утворюють
- в організмі хворого під дією ХТЗ можуть утворювати фільтрівні та L-форми
- в мазках-препаратах виявляють при мікроскопічному дослідженні після фарбування за методом Ціль-Нільсена
- в клітині при фарбуванні спостерігають тигроїдність — чергування кислотостійких (зерна Шпленгера) і некислотостійких ділянок (метафосфатні зерна Муха)

## Фізіологія
M. tuberculosis є облігатним аеробом, це слабо грамо-позитивна кислотостійка мікобактерія, що фарбується за Ціль-Нільсеном (кислотостійке фарбування). Хоча більшість мікобактерій не відповідають критерію грам-позитивності (тобто вони не зберігають барвник кристал-віолет), вони також як і грам-позитивні бактерії не мають другої клітинної мембрани і класифікуються до типу Actinobacteria або «грам-позитивні бактерії з високим GC-вмістом». За сприятливими умовами M. tuberculosis ділиться кожні 15 — 20 годин, тобто надзвичайно повільно в порівнянні з іншими бактеріями, які зазвичай діляться кілька разів на годину (наприклад, E. coli може ділитися приблизно кожні 20 хвилин). Ця бактерія, що може витримати слабкі дезинфікуючі засоби і виживає в сухих умовах протягом тижнів.

## Культуральні властивості
- аероби або факультативні анаероби
- оптимальна температура — 37°С
- рН — 7,0-7,2
- вибагливі до поживних середовищ (потребують додавання вітамінів групи В, гліцерину, амінокислот)

На щільних середовищах поживних середовищах*
- R-форми колоній — крихкі, бугристі, зморшкуваті, кремового кольору, нагадують суцвіття цвітної капусти

На рідких середовищах:
- суха, зморшкувата плівка, не змочується водою, піднімається на стінку, бульйон прозорий

## Спеціальні поживні середовища
- гліцеринові середовища (гліцериновий бульйон)
- картопляні середовища
- яєчні середовища (Левенштейна-Йєнсена, Петрова, Петран΄яні)
- напівсинтетичні та синтетичні середовища (середовище Сотона)
- середовище для виділення L-форм бактерій
- середовище Прайса (цитратна кров)

Залежно від швидкості росту на спеціальних поживних середовищах мікобактерії поділяють:
- Швидкозростаючі (до 7 діб) — збудники атипових мікобактеріозів та туберкульозу (18 видів)
- Повільнозростаючі (>7 діб) — M. tuberculosis, M. bovis, деякі атипові мікобактерії (близько 20 видів)

Не росте на поживних середовищах M. leprae
Мікобактерії повільно ростуть на поживних середовищах (швидкість росту залежить від часу генерації — 18-24 год):
- На щільних — ріст через 18-21 добу (M. tuberculosis), 28-35 діб (M. bovis)
- На рідких — через 10-14 діб

## Резистентність
- стійкі в зовнішньому середовищі (за рахунок великого вмісту ліпідів в клітині)
- стійкі до висушування
- стійкі до високих температур (100°C — 5-7 хв)
- стійкі до дезінфектантів (до фенолів)
- нечутливі до більшості антибактеріальних ХТЗ
- чутливі до УФО

## Патогенність
- обумовлена структурними компонентами клітини
- Cord-фактор (диміколат трегалози)

 — пригнічує міграцію лейкоцитів
 — антифагоцитарний фактор
 — місцева токсична дія
Виявляють за допомогою методів Прайса та Школьнікової — мазки поміщають у цитратну кров, через 3-4 доби скельця виймають, фарбують за Цілем-Нільсеном, виявляють мікроколонії у вигляді кіс або джгутів
- Ендотоксин (туберкулін): Має 3 фракції:

1. протеїнова — зумовлює розвиток ГЧУТ
2. ліпідна — зумовлює незавершений фагоцитоз, сприяє утворенню сироподібного некрозу, гігантських клітин Пирогова-Ланганса. До фракції входять жирні кислоти, фосфатиди, сульфатиди
3. полісахаридна — сприяє утворенню лімфоцитарного валу

## Епідеміологія
Детальніші відомості з цієї теми ви можете знайти в статті Туберкульоз.
- Джерело інфекції — хвора на активну (відкриту) легеневу форму туберкульозу людина або тварина (при зараженні M. bovis)
- Механізм передачі туберкульозу — повітряно-крапельний. Реалізується шляхами:
власне повітряно-крапельний
повітряно-пиловий

Рідко відбувається аліментарне або трансплацентарне (при ураженні плаценти) зараження.

## Патогенез
При первинному інфікуванні в легенях утворюються локальні вогнища специфічного продуктивного запалення (має типову гістологічну картину):
 — при доброякісному перебігу (достатньому імунітеті) — інволюція запального процесу, з наступною петрифікацією (кальцинацією)
 — при несприятливому перебігу — подальший розпад тканин, можлива лімфогенна або гематогенна дисемінація збудника, ураження різних систем органів (особливо легень — каверни, абсцеси, інфільтрати)
Розрізняють легеневу та позалегеневі форми (туберкульоз шлунку та кишечника, нирок, мозкових оболон та речовини мозку, кісток та ін.)

## Імунітет
- нестійкий
- нестерильний
- клітинний
- антитіла виробляються в низьких титрах і не мають протективного значення (АТ-свідки)
- формується стан ГЧСТ (обмежує розмноження бактерій, фіксує їх у вогнищі запалення) — виявляють за допомогою алергічних реакцій

## Лабораторна діагностика
- Матеріал для дослідження:

 — харкотиння
 — ексудат з плевральної порожнини
 — асцитична рідина
 — випорожнення
 — сеча
 — спинномозкова рідина
 — кров
Для виявлення бактерії в організмі людини для аналізу збирається зразок мокротиння, зазвичай уранці протягом трьох послідовних днів, оскільки одиничний аналіз може бути негативним через низьке число організмів. Зразок оброблюють 3 % розчином KOH або NaOH для розчинення і дезактивації. Фарбування за Грамом не проводять, оскільки організм є кислотостійкою бактерією (AFB), тобто не піддається дії певних барвників у кислому розчині. Зазвичай використовують фарбування за Ціль-Нельсеном, при якому AFB забарвлюються в яскраво-червоний відтінок, що виділяється на блакитному фоні. Причиною такого кислотостійкого фарбування є товста воскоподібна клітинна стінка бактерії. Воскоподібні властивості клітинної стінки обумовлені присутністю міколової кислоти, яка також відповідальна за утворення типової казеозної гранульоми при туберкульозі. Компонент, що відповідає за цей ефект, називають корд-фактором (тригалоза-6,6-димиколат). Існує система градації тяжкості хвороби, заснована на числі організмів, що спостерігалися у кожному полі зору мікроскопу. Як і інші кислотостійкі бацили, M. tuberculosis можна також виявити за допомогою флюоресцентної мікроскопії, використовуючи фарбник родамін аурамін, який зафарбовує бактерій в золотистий відтінок. Також, M. tuberculosis можна виявити за допомогою вирощування на середі Ловенштайна-Дженсена, яку традиційно використовують для цієї мети. Проте, цей метод дуже повільний: цей організм вимагає 6-8 діб для росту, що значно уповільнює діагностику. Дещо швидше результати можуть бути отримані, використовуючи середовище Мадлебрука.

## Методи діагностики

#### Мікроскопічний метод

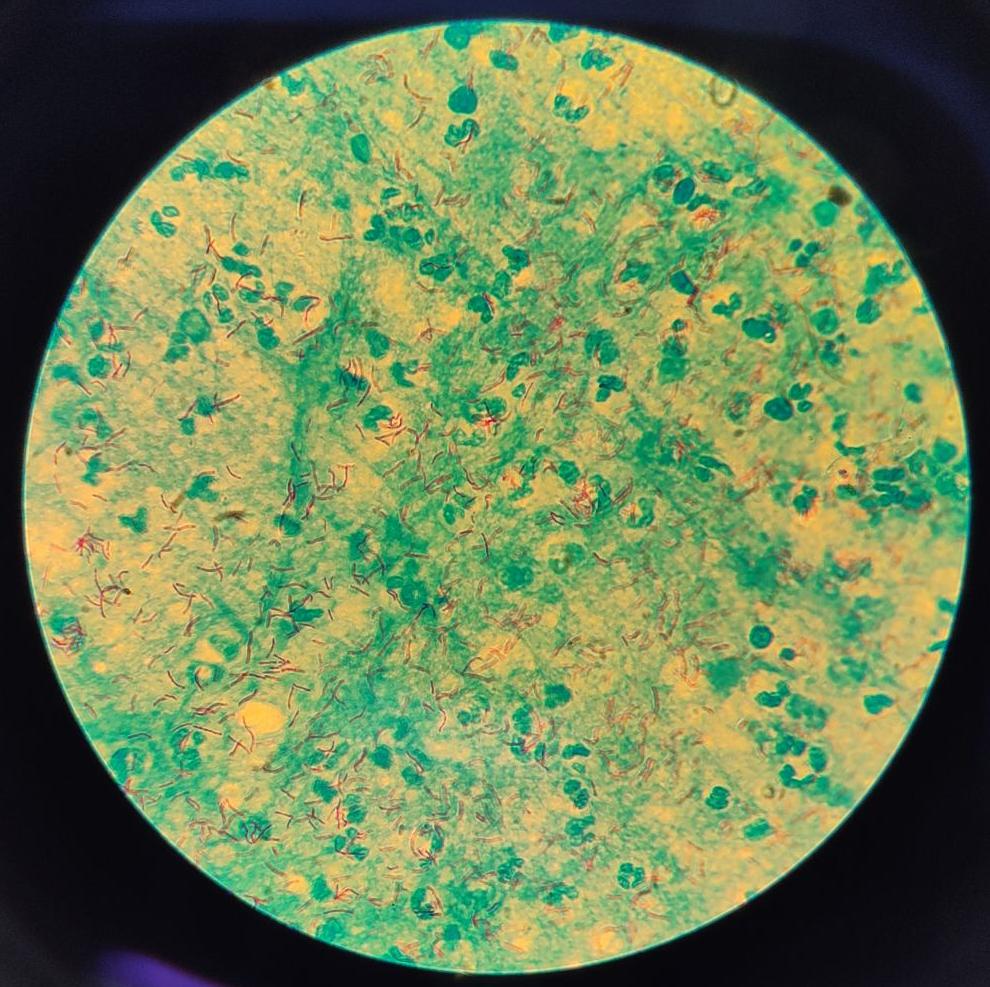
Mycobacterium tuberculosis. Фарбування за Цілем — Нільсеном.

Основні переваги: простота, легкість виконання, доступність для будь-якого типу лабораторій
- Недолік: недостатня інформативність
- Матеріал піддають збагаченню, фарбують за Цілем-Нільсеном.
- Результативніший метод — РІФ

### Бактеріологічний метод
- Переваги: дозволяє виділити чисту культуру збудника, ідентифікувати її, визначити вірулентність та чутливість до ХТЗ
- Недолік: отримання результату через 3-4 тижні (до 12 тижнів)

1 етап — матеріал обробляють сірчаною кислотою, висівають на спеціальні середовища
2 етап — вивчення культуральних та ферментативних властивостей
 — ніациновий тест — визначають здатність з ніацину синтезувати нікотинову кислоту (M.tuberculosis (+), M.bovis (-)
 — метод Прайса, Школьнікової

### Біологічний метод
- матеріал вводять в пахвинну ділянку:

 — кролю (чутливі до M. bovis)
 — морській свинці (чутливі до M. tuberculosis)
- через 1,5-2 тижні збільшуються лімфатичні вузли, некроз в місці введення
- через 3-6 тижнів тварини гинуть від генералізованої інфекції (після розтину в мазках виявляють збудника, у внутрішніх органах — туберкульозні гранульоми)

### Серологічний метод
- використовують для діагностики ранніх та прихованих форм, позалегеневих, закритих легеневих форм
- недолік: низька специфічність антитіл, часті хибно-позитивні результати
- РЗК, РНГА

### Алергічний метод
- оснований на постановці внутрішньошкірної проби Манту. Використовують для:
- визначення рівня поствакцинального імунітету;
- визначення категорій, які підлягають ревакцинації
- діагностики і виявлення тубінфікованих осіб
- діагностики захворювання

## Типи туберкулінів
- Alt-туберкулін («старий», туберкулін Коха) — отримано із бульйонної культури M. bovis і випарено до сухого залишку (недолік — велика кількість баластних речовин)
- PPD (сучасний) — очищений протеїновий дериват

## Інтерпретація результатів реакції Манту
- облік результатів проводять через 48-72 год від моменту постановки.
- позитивний результат — поява набряку та гіперемія. Якщо:

d > 5 мм — проба позитивна (імунні): d > 10 мм — різко позитивна (інфіковані): d > 15 мм — гіперергічна (інфіковані)
- негативний результат — відсутність папули (відсутність імунітету)

## Лікування
Головним є етіотропне лікування
Протитуберкульозні препарати ділять на 2 групи:
- першого ряду (похідні ізонікотинової кислоти, ПАСК, солі стрептоміцину, етамбутол, рифампіцин)
- другого ряду (альтернативні) — циклосерин, канаміцин, етіонамід тощо.

Препарати призначають тривалими курсами, одночасно по декілька препаратів

## Профілактика
- неспецифічна
- специфічна — проводять згідно з календарем щеплень — на 3-5 добу після народження; в 7, 12, 17, 22, 27-30 — при негативній реакції Манту
- використовують живу вакцину БЦЖ (BCG — Bacille Calmette et de Guerin)- одержана в 1921 році.